# Rana Ahmad
Rana Ahmad (Arabisch: رنا أحمد) of Rana Ahmad Hamd (Riyad, 1985) is het pseudoniem van een in Saoedi-Arabië geboren vrouwenrechtenactivist, ex-moslim en atheïst die in 2015 naar Duitsland vluchtte, waar ze sindsdien woont.:0:10 Haar vlucht, gesteund door Atheist Republic en Faith to Faithless, werd deels verhaald in de Vice News-documentaire Leaving Islam: Rescuing Ex-Muslims (2017) en een jaar later in haar Duitstalige autobiografie Frauen dürfen hier nicht träumen ('Vrouwen mogen hier niet dromen':0:14), ook in het Frans vertaald. In 2017 stichtte Ahmad in Keulen de Säkulare Flüchtlingshilfe (Engelse naam: Atheist Refugee Relief) met als doel het leveren van 'praktische steun voor vluchtelingen zonder religie en om hun levensstandaard te verbeteren door politiek werk'.

## Biografie

### Jeugd
Rana Ahmads vader kwam rond 1975 uit Syrië naar Saoedi-Arabië om daar als bouwopzichter te werken. Vier jaar later trouwde hij met Rana's moeder in Syrië en nam haar mee naar Riyad. Daar werd Rana in 1985 geboren. Rana heeft een oudere en een jongere broer en een oudere zus. Haar familie was streng-religieus, in haar woorden 'een extremistische familie vergeleken met andere families in onze samenleving', en dat zij en haar broers en zus vanaf vier jaar oud de Koran moesten leren.
Ahmad ging naar een publieke meisjesschool, waar meer dan een kwart van al het onderwijs was gewijd aan religie. Er werd haar geleerd dat alle niet-moslims naar de hel gaan en dat het haten van christenen en joden een religieuze plicht was. Ze mocht met haar fiets in het rond fietsen, bijvoorbeeld om boodschappen te doen, wanneer haar familie op vakantie was bij haar opa en oma van vaderskant in Syrië. Maar op 10-jarige leeftijd pakte haar opa haar fiets af, omdat zij volgens hem daar 'nu te oud voor was'; zij voelde alsof haar belangrijkste vrijheid haar was ontnomen.:5:58 Amhad begreep niet waarom het haram zou moeten zijn als "grote meisjes" zoals zij een fiets hebben, maar dat hetzelfde niet gold voor jongens.:11:33, 13:30 De volgende dag:14:21 werd Ahmad bovendien gedwongen om een abaya en een zwarte hidjab te dragen.:5:58, 14:21 Hoewel de Saoedische wet vrouwen niet verplicht om hoofddeksels te dragen die beperkender zijn dan de hidjab, werd Ahmad op 13-jarige leeftijd door haar familie en school gedwongen om voortaan de nog meer gezichtsbedekkende nikab te dragen, waardoor alleen haar ogen nog onverhuld bleven. Hoewel ze de religieuze regels die haar werden opgelegd niet begreep, accepteerde en gehoorzaamde ze die. Ze had totdat ze volwassen werd nog nooit contact gehad met een jongen of een man, met uitzondering van die uit haar eigen familie.

### Hoger onderwijs en online verkenningen
Op 19-jarige leeftijd zou Ahmad worden uitgehuwelijkt en er vond een verlovingsfeest plaats in Syrië, maar omdat haar aanstaande man weigerde naar Saoedi-Arabië te verhuizen en zij niet naar Syrië wilde verhuizen, werden de plannen niet verwezenlijkt. Ondertussen begon haar man haar te mishandelen en dit dreef haar ertoe om van hem te scheiden en weer bij haar ouders te gaan wonen, hetgeen haar reputatie in de samenleving schaadde. In de daaropvolgende jaren wees ze nog die andere Saoedische mannen die haar een huwelijksaanzoek deden af met het argument dat ze eerst verder wilde studeren. Ahmad volgde beroepsschoolopleidingen voor Engelse taal en electronic data processing (EDP) en werkte daarna als receptionist en kantoormedewerker in verscheidene medische praktijken en ziekenhuizen. Vanwege het systeem van mannelijke wettelijk vertegenwoordigers in Saoedi-Arabië kon ze echter nauwelijks het huis verlaten en als ze per auto wilde reizen, dan moesten haar mannelijke familieleden haar chauffeur zijn; ze mocht nooit alleen reizen.
De beperkingen en verplichtingen die het zijn van een getrouwde vrouw met zich meebrachten, leidden haar tot het in vraag stellen van haar rol en haar religie, en ontwikkelden uiteindelijk tot een verlangen naar vrijheid. In haar zoektocht naar antwoorden begaf ze zich op het internet, waar ze op 25-jarige leeftijd filosofie ontdekte (hetgeen volgens Ahmad in Saoedi-Arabië verboden is:1:30) en atheïsme. Dit gebeurde in 2011, toen ze een tweet tegenkwam van iemand met de Twitter-handle "Arab Atheist"; ze moest Google Translate gebruiken om het woord "atheïst" te begrijpen. Geschokt nam Ahmad contact op met "Arab Atheist", die haar een aantal documentaires aanraadde (bijvoorbeeld over de evolutietheorie en de Oerknal) en ook boeken van Richard Dawkins, Friedrich Nietzsche, Voltaire en Charles Darwin, in het Arabisch vertaald. "Ik moest huilen toen ik al die dingen ontdekte die mij nooit geleerd zijn, wat ze mij allemaal ontzegd hebben," zei Ahmad in 2016 in een interview. Na ongeveer een jaar concludeerde ze dat ze niet meer kon geloven, vanwege alle tegenstrijdigheden in de Koran. Het veroorzaakte nog grotere angst en smart toen ze besefte dat atheïsme en afvalligheid in Saoedi-Arabië strafbaar waren met de dood en dat ze waarschijnlijk het land moest verlaten en alles dat ze had achter zich laten om te kunnen overleven. Ze verborg haar veranderende opvattingen voor haar familie en bleef vijf keer per dag bidden, terwijl ze online naar hulp zocht bij verscheidene groepen zoals Faith to Faithless, Ex-Muslims of North America en Atheist Republic. Vijf jaar lang bleef ze "in de kast" als atheïst in Saoedi-Arabië, doodsbang dat haar familie haar zou vermoorden of de staat haar zou executeren als haar ongeloof zou worden ontdekt.

### Familieperikelen

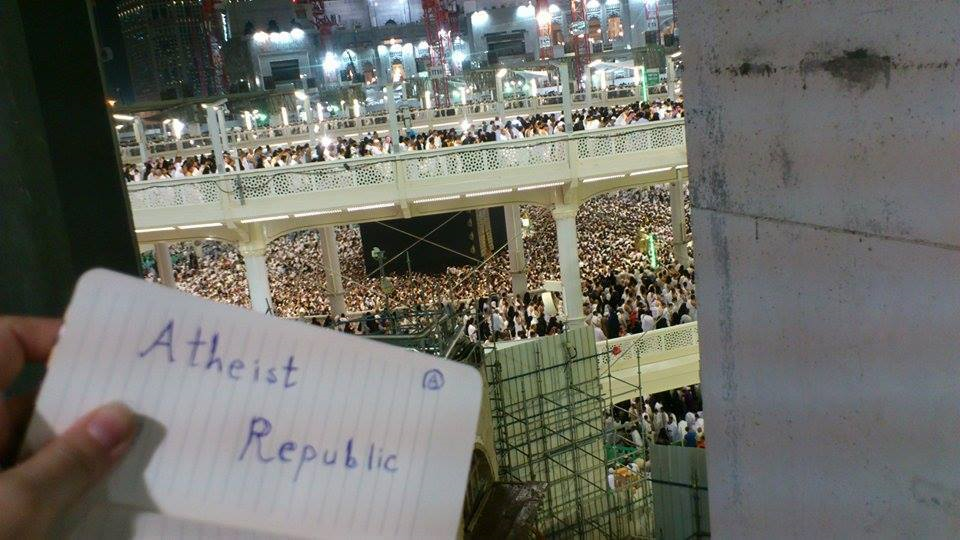
Rana hield dit Atheist Republic-papiertje vast in Al-Masjid al-Haram.

Ahmads oudere broer begon te vermoeden dat ze stiekem verboden contacten had met mannen en plaatste afluisterapparatuur in haar slaapkamer. Toen hij een telefoongesprek van haar met een mannelijke vriend opving, stormde hij haar kamer in en probeerde haar te vermoorden, maar hun vader hoorde haar hulpkreten en kwam tussenbeide.:7:30 Na dit incident probeerde Ahmad zichzelf te doden door haar polsen door te snijden, maar haar vader vond haar opnieuw op tijd, wist haar naar het ziekenhuis te brengen en zo haar leven te redden.:7:54 Ahmad kreeg een nieuwe baan als secretaresse bij een school voor mentaal gehandicapte kinderen. Ondertussen ging ze anglistiek studeren.
Toen haar moeder Ahmads tweets ontdekte over haar religieuze twijfels, was ze woedend en plaatste Ahmad een maand lang onder huisarrest zonder toegang tot haar laptop of smartphone. Haar moeder dwong haar om te bidden en de Koran te reciteren. In 2014 werd ze door haar familie gedwongen om mee te doen aan de hadj.:6:07 Ze zocht en vond hulp van Atheist Republic en andere vergelijkbare organisaties online. Tijdens de hadj nam ze stiekem een foto van zichzelf terwijl ze een stukje papier vasthield met daarop de tekst "Atheist Republic" geschreven terwijl ze stond in Al-Masjid al-Haram bij de Kaäba, de heiligste site in de islam. Ze was extreem bang omdat ze wist dat ze vermoord zou worden als de mensen om haar heen het papier zouden zien en haar ongeloof zouden ontdekken, maar ze wilde het internet vertellen dat ze bestond als atheïst in Mekka en dat ze daar, zoals vele ongelovigen in Saoedi-Arabië, daar niet was uit haar eigen vrije keuze.:5:52 Het was ook de eerste keer dat ze besloot dat ze het land snel diende te verlaten, of anders haar leven te beëindigen. Ze verzocht Atheist Republic om de foto naar Facebook te uploaden nadat ze Mekka had verlaten en dat deden zij op 3 augustus 2014; enkele dagen later voelde ze zich overweldigd toen ze ontdekte dat de foto viral was gegaan.:26:02:6:07

### Vlucht

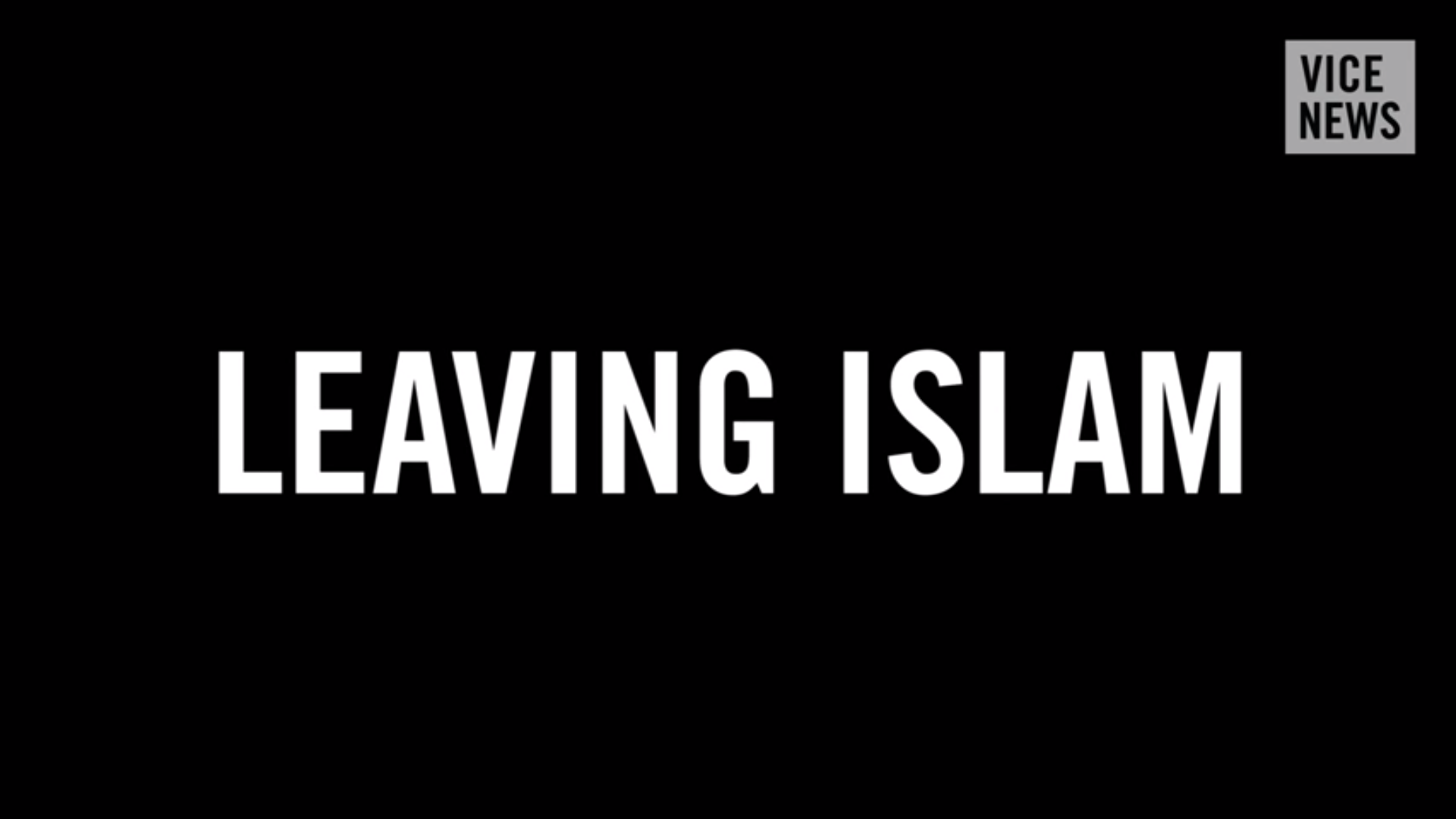
De Vice News-film Rescuing Ex-Muslims: Leaving Islam (2016) toont Rana Ahmads vlucht naar Duitsland.

Amhad beraamde plannen om uit het land te ontsnappen, met hulp van Faith to Faithless. Aanvankelijk poogde Ahmad naar Nederland te vluchten, maar de ambassade weigerde haar een visum te verlenen. Daarna dacht ze erover na om een gelijkgestemde man te trouwen om samen het land mee te verlaten, maar kon geen geschikte kandidaat vinden. Omdat haar Syrische paspoort eind 2015 verliep en de Syrische ambassade in Saoedi-Arabië gesloten was (sinds 2012 vanwege de Syrische Burgeroorlog), moest Ahmad haast maken en kon alleen vluchten naar een land zonder visumplicht, zoals Turkije. Als buitenlandse vrouw uit Syrië moest haar werkgever in plaats van haar vader haar toestemming verlenen om naar het buitenland te reizen. Ze slaagde erin om haar baas te overtuigen dat ze met haar familie op vakantie ging en dus tekende hij de papieren voor haar.
Op 26 mei 2015 nam ze een vliegtuig van Riyad via Dubai naar Luchthaven Istanboel Atatürk, terwijl ze alleen haar laptop, documenten (inclusief haar Syrische paspoort) en 200 Amerikaanse dollars meenam. Bij aankomst legde ze voor het eerst in haar volwassen leven in het openbaar haar hidjab en abaya af en nam voortaan haar pseudoniem 'Rana Ahmad (Hamd)' aan om pogingen van haar familie om haar terug te vinden te frustreren. Na vier dagen nam ze de bus naar een vriend (ook een ex-moslim uit Syrië) in Izmir, die haar een klein huis te huur aanbood. Voor het eerst in haar leven danste Ahmad op straat en dronk alcohol. Het kwam haar echter ter ore dat haar familie had ontdekt dat ze naar Turkije was ontsnapt en was bang dat ze haar zouden achtervolgen. Ze liet haar haar kort knippen en blonderen en nam kleurige contactlenzen als vermomming. Vervolgens zette Armin Navabi, de stichter van Atheist Republic, een crowdfundingcampagne voor haar op om haar verblijf en verdere reis naar de Europese Unie te financieren, waarmee $5000 werd opgehaald.:8:26 In augustus 2015 ging Imtiaz Shams van Faith to Faithless, vergezeld door een cameraploeg van Vice News, haar bezoeken in Izmir om haar opties te bespreken.:8:35 Na vijf maanden lang tevergeefs geprobeerd te hebben een visum te krijgen om de EU binnen te gaan, besloot Ahmad om de grens met Griekenland illegaal per boot over te steken, hetgeen lukte bij de derde poging.
Van Griekenland reisde ze door Noord-Macedonië, Servië, Hongarije, Slowakije, Oostenrijk en bereikte Duitsland in november 2015. Onderweg verbleef ze enige tijd in verschillende vluchtelingenkampen. Ze blies plannen af om verder te gaan naar Zweden omdat haar geld op was, ze moe was van reizen en had gehoord dat Duitslands onderwijsstelsel goed was.

### Leven in Duitsland
Bij aankomst in Duitsland in november 2015 bracht Ahmad een jaar door in een vluchtelingenkamp op ongeveer een uur afstand van Keulen voordat ze haar eigen woning toegewezen kreeg.:16:39 Op 31 december 2015 ontmoette de cameraploeg van Vice News haar opnieuw in Keulen.:16:39 Ze bracht een groot deel van haar eerste jaar door met het lezen van boeken (over natuurkunde), met de intentie om kernfysica of nucleaire technologie.:17:24 Ze voelde zich echter bedreigd door islamitische vluchtelingen in het kamp, van wie velen geloofsafval een dodelijke misdaad vonden. Toevallig kwam ze erachter toen ze Maryam Namazie aanschreef:3:31 dat de Zentralrat der Ex-Muslime ook in Keulen gevestigd was; na contact met Mina Ahadi konden de Zentralrat en de Giordano-Bruno-Stiftung haar helpen om een huis voor zichzelf te vinden.
Op 30-jarige leeftijd kon ze eindelijk, na 20 jaar, in Duitsland weer een fiets kopen en daarmee rondrijden, hetgeen ze beschouwde als een belangrijk herstel van haar vrijheid. Een foto van haar met haar nieuwe fiets in de hand in Keulen werd gebruikt voor een brochure van Säkulare Flüchtlingshilfe.:12:39
Ze verklaarde in maart 2018 dat "Ik hou van Duitsland, ik hou van mijn vrije leven in Duitsland." Ze wilde zich snel aanpassen, Duits burgerschap verwerven, haar Duitse taalvaardigheid verbeteren en de activiteiten van de Zentralrat der Ex-Muslime ondersteunen. Sinds eind 2018 is Ahmad in Keulen natuurkunde aan het studeren.:0:10

## Activisme in Duitsland
In daaropvolgende jaren heeft Amhad vele interviews gegeven bij verscheidene media, hoofdzakelijk Duitse en Franse, over haar ervaringen en haar politieke en religieuze opvattingen, vooral met betrekking tot het beleid van Saoedi-Arabië en zijn kroonprins Mohammed bin Salman nadat dissident Jamal Khashoggi in oktober 2018 werd vermoord. Ahmad gaf als commentaar dat de Saoedische autoriteiten er niet in geslaagd zijn om de vrouwenemancipatie te stimuleren; activisten die daarvoor streden zijn vaak gevangengezet. Daarmee zendt het regime vrouwen de boodschap dat zij in Saoedi-Arabië geen toekomst hebben en spoort hen daarmee aan om het land te ontvluchten.
De Vice News-documentaire Leaving Islam: Rescuing Ex-Muslims, waarin een deel van Ahmads life en reis van Saoedi-Arabië naar Duitsland werd beschreven, werd op 10 februari 2016 uitgezonden. Op 5 maart 2016, drie maanden nadat ze was aangekomen in Duitsland, hield Ahmad haar eerste publieke toespraak in Keulen bij een bijeenkomst van de Zentralrat der Ex-Muslime. Ze sprak in het Arabisch over haar leven in Saoedi-Arabië, haar vlucht en haar mening over hoe westerse landen zouden moeten omgaan met vluchtelingen zoals zijzelf, waarbij de Libanees–Duitse televisiejournalist Imad Karim de Duitse vertaling leverde.
Ahmad gaf haar eerste grote interview aan de Frankfurter Allgemeine Zeitung in juni 2016. Destijds zat ze nog steeds in een vluchtelingenkamp terwijl ze wachtte om een huis toegewezen te krijgen en zich bedreigd voelde door de islamitische vluchtelingen in dat kamp. "Ik haat moslims niet, ik heb ook goede moslimvrienden die me accepteren zoals ik ben. Wat ik haat is wanneer er rechten worden ontnomen in naam van religie, vooral ten koste van vrouwen," zei ze. Hoewel ze geen probleem heeft met mensen die islamitische opvattingen hebben, maakt het haar boos als ze ziet hoe een 6- of 8-jarig meisje wordt gedwongen om een sluier te dragen in Duitsland, waar het Duits recht geldt en niet de sharia. Ze vindt het ook schokkend dat sommige moslims Joden niet accepteren.
Op 15 augustus 2016 werd Ahmad voor het eerst op televisie geïnterviewd door journalist Jaafar Abdul Karim van Deutsche Welle in het Arabisch; fragmenten daarvan werden vertaald naar het Engels en andere talen. 3 miljoen mensen zagen op televisie hoe zij verklaarde dat ze de islam had verlaten; fragmenten ervan gingen viraal op het internet en resulteerden erin dat moslims van over de hele wereld haar talloze bedreigingen en beledigingen stuurden.
Met hulp van de Zentralrat der Ex-Muslime en de Giordano-Bruno-Stiftung, richtte Ahmad de Säkulare Flüchtlingshilte e.V. op in maart 2017 en presenteerde deze officieel op de 10e verjaardag van de Zentralrat op 17 november 2017. Het doel van de vereniging is 'om vluchtelingen te ondersteunen die worden gediscrimineerd of zelfs met lijf en leven bedreigd vanwege hun atheïstische overtuiging of hun religikritische houding.' De vrijwilligers van de Flüchtlingshilfe werken dagelijks om vooral vrouwelijke atheïstische vluchtelingen – omdat zij vaker en ernstiger worden geviseerd – te beschermen tegen verdere vervolging (for example, 'mishandeling, uitsluiting, bedreigingen en geweld') in Duitsland. Per december 2018 had het 37 erkende irreligieuze vluchtelingen geholpen sinds november 2017, maar de vraag nam snel toe. Volgens Dittmar Steiner ontving de Säkulare Flüchtlingshilfe 'twee à drie [hulp]verzoeken per week' toen het begon, wat was toegenomen tot 'tussen zeven en negen per dag' een jaar later.
Op 15 januari 2018 werd haar boek Frauen dürfen hier nicht träumen: Mein Ausbruch aus Saudi-Arabien, mein Weg in die Freiheit ('Vrouwen mogen hier niet dromen: Mijn ontsnapping uit Saoedi-Arabië en mijn weg naar de vrijheid') gepubliceerd in Duitsland. Een Franse vertaling werd in oktober 2018 in Parijs gepubliceerd onder de naam Ici, les femmes ne rêvent pas : Récit d'une évasion ('Hier dromen vrouwen niet: Verhaal van een ontsnapping'). Volgens Ahmad kunnen "wij, vrouwen, onze levens veranderen, vrij zijn. Wij denken dat we zwak zijn, maar dat is onjuist; wij zijn sterk en dit boek bewijst het."

## Boek
- Duits origineel: Ahmad, Rana, Sarah Borufka (2018). Frauen dürfen hier nicht träumen: Mein Ausbruch aus Saudi-Arabien, mein Weg in die Freiheit ('Vrouwen mogen hier niet dromen: Mijn ontsnapping uit Saoedi-Arabië en mijn weg naar de vrijheid'). btb Verlag, p. 320. ISBN 978-3442757480.
- Franse vertaling: Ahmad, Rana, Sarah Borufka (2018). Ici, les femmes ne rêvent pas : Récit d'une évasion ('Hier dromen vrouwen niet: Verhaal van een ontsnapping'). Globe Éditions, p. 320. ISBN 978-2211237710.